# Pakkeskäidi
Pakkeskäidi är en kulle i Finland.   Den ligger i Utsjoki kommun i landskapet Lappland, i den norra delen av landet, 1 100 km norr om huvudstaden Helsingfors. Toppen på Pakkeskäidi är 340 meter över havet. Pakkeskäidi ingår i Paistunturit.
Terrängen runt Pakkeskäidi är huvudsakligen platt, men åt sydväst är den kuperad. Terrängen runt Pakkeskäidi sluttar österut.  Trakten runt Pakkeskäidi är nära nog obefolkad, med mindre än två invånare per kvadratkilometer. Det finns inga samhällen i närheten. Omgivningarna runt Pakkeskäidi är i huvudsak ett öppet busklandskap.